# Campeonato Canadiense de Rugby
El Campeonato Canadiense de Rugby (en inglés: Canadian Rugby Championship; y en francés: Championnat provincial du Canada de rugby à XV) es una competencia de rugby creada por Rugby Canada en el año 2009.

## Participantes
- BC Bears

- Prairie Wolf Pack

- Ontario Blues

- The Rock

## Campeonatos
| Edición | Año  | Campeón                | 2º puesto         |
| ------- | ---- | ---------------------- | ----------------- |
| I       | 2009 | British Columbia Bears | Ontario Blues     |
| II      | 2010 | The Rock               | Prairie Wolf Pack |
| III     | 2011 | Ontario Blues          | The Rock          |
| IV      | 2012 | Ontario Blues          | Prairie Wolf Pack |
| V       | 2013 | Ontario Blues          | Prairie Wolf Pack |
| VI      | 2014 | Ontario Blues          | Prairie Wolf Pack |
| VII     | 2015 | Prairie Wolf Pack      | Ontario Blues     |
| VIII    | 2016 | Ontario Blues          | Prairie Wolf Pack |
| IX      | 2017 | British Columbia Bears | Ontario Blues     |
| X       | 2018 | Ontario Blues          | The Rock          |

## Posiciones
- Número de veces que los equipos ocuparon las primeras posiciones en todas las ediciones.

| Equipo                 | Campeón | 2º puesto |
| ---------------------- | ------- | --------- |
| Ontario Blues          | 6       | 3         |
| British Columbia Bears | 2       |           |
| Prairie Wolf Pack      | 1       | 5         |
| The Rock               | 1       | 2         |